# St. Pius (Lippstadt)

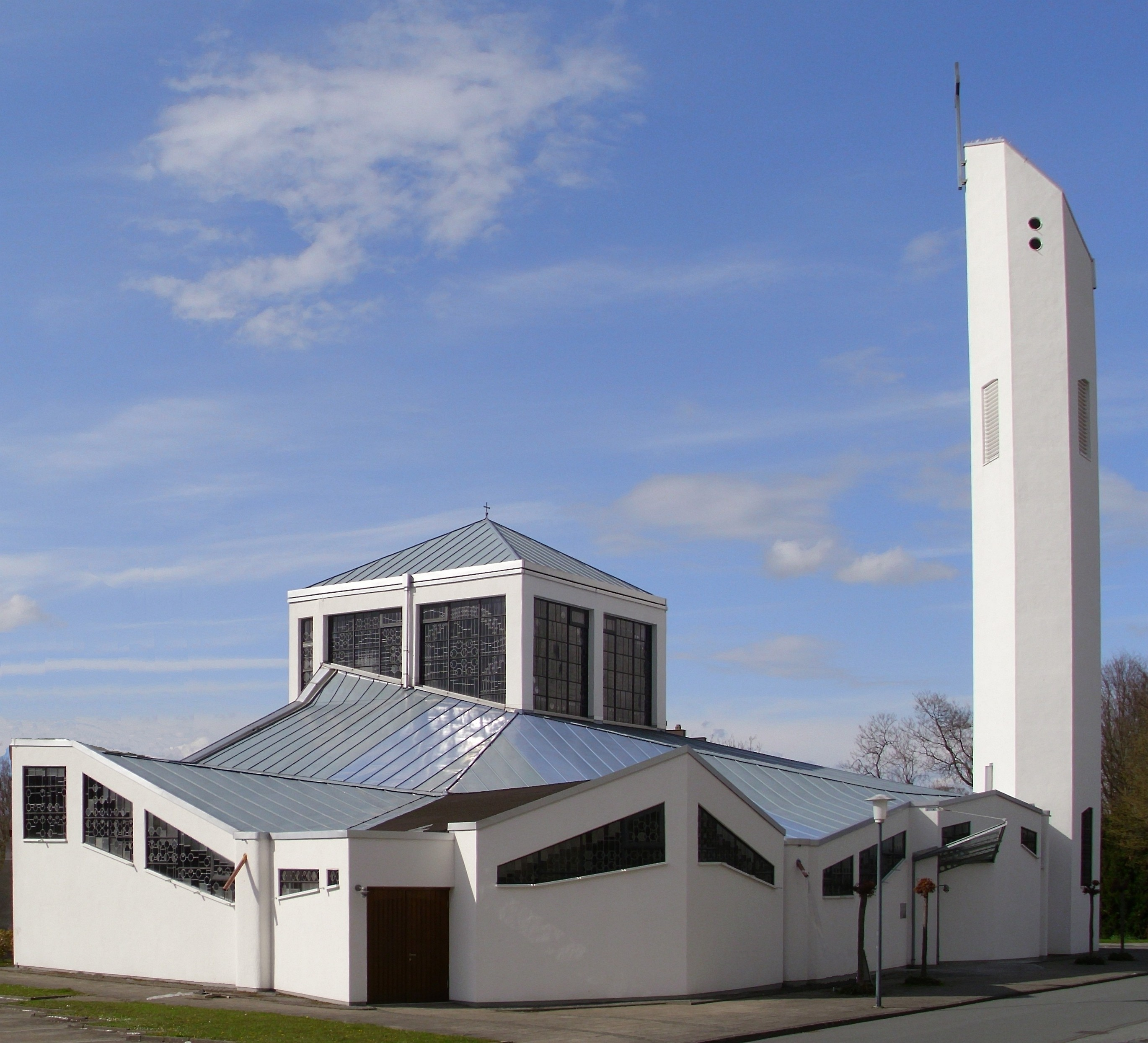
St. Pius in Lippstadt

Die katholische Kirche St. Pius ist ein Kirchengebäude in Lippstadt, im Kreis Soest, in Nordrhein-Westfalen. Namensgeber ist Papst Pius X.

## Geschichte
Das Gebäude wurde zwischen 1968 und 1969 erbaut. Die Grundsteinlegung fand am 22. September 1968 statt und die Kirchenweihe wurde am 22. Juni 1969 vollzogen. Das Gebäude wurde in einer Beton- bzw. Stahlbetonbauweise errichtet, wobei das Dach aus einer Stahlträgerkonstruktion mit einer Holzinnerverkleidung besteht.
Der Innenraum besitzt einen unregelmäßigen, halbrunden Grundriss mit dem Altarraum im Mittelpunkt. Da der Boden ein leichtes Gefälle nach innen hat, ergibt sich von allen 500 Sitzplätzen eine gute Sicht zum Altarraum und eine entsprechend ausgewogene Klangverteilung. Die Kuppel ist in ca. 12 Meter Höhe ringsum mit Fenstern versehen, was sich in einem offenen und lichtdurchfluteten Ambiente zeigt.

## Orgel
Die Orgel wurde zwischen 1969 und 1970 gebaut und am 8. März 1970 geweiht. Nach einer umfassenden Renovierung wurde sie mit einer Orgelvesper 2010 wieder eingeweiht.

## Glocken
Die St.-Pius-Kirche besitzt ein 3-stimmiges Geläut mit den Tönen es′ - g′ - b′